# Ла-Аг
Ла-Аг (фр. La Hague) — муніципалітет у Франції, у регіоні Нижня Нормандія, департамент Манш. Ла-Аг утворено 1 січня 2017 року шляхом злиття муніципалітетів Аквіль, Одервіль, Бомон-Аг, Бівіль, Бранвіль-Аг, Дігюльвіль, Екюльвіль, Флоттманвіль-Аг, Гревіль-Аг, Еркевіль, Жобур, Омонвіль-ла-Петіт, Омонвіль-ла-Рог, Сент-Круа-Аг, Сен-Жермен-де-Во, Тонневіль, Юрвіль-Накевіль, Ватвіль i Вовіль. Адміністративним центром муніципалітету є Бомон-Аг. Населення — 11 223 особи (01.01.2021).